# برغوث
البرغوث (الاسم العلمي: Pulex) هو جنس من الحشرات يتبع الفصيلة البراغيث من رتبة البرغوثيات. ويضم سبعة أنواع أحدها برغوث الإنسان، وأما الأنواع الأخرى فتستوطن مناطق الشمال.

## أنواع البرغوث
- برغوث الإنسان
- برغوث الخنزير
- برغوث الفاريزي
- برغوث فاعي
- برغوث مشابه
- (الاسم العلمي:Pulex sinoculus)
- (الاسم العلمي:Pulex larimerius)

## مكان عيش البراغيث
تضع الأنثى بيوضًا بلون أبيض لامع، قطر الواحدة منها 0.5 مم تقريبا. وتختار لوضعها عادة في أثاث المضيف أو المناطق المغبرة من زوايا الغرف أو الجحور التي يأوي المضيف إليها.
1. تركيبة جسم البرغوث:

       البراغيث حشرات صغيرة يتراوح طولها بين 1.5 - 4 مم. يتكوّن جسدها من        
       ثلاث أقسام: رأس وصدر وبطن. وتكون البراغيث عادةً بنّية اللون.

## غذاؤها
البراغيث طفيليّات خارجيّة تتغذّى على دم المضيف مثل: الإنسان، الكلاب، القطط، الجرذان وغيرها، لكنّها ليست ملازمة له باستمرار كالقمل مثلاً. يهاجم البُـرْغُوث الجائع أيّ مضيف يستطيع امتصاص دمه. وعلى هذا فإنّ براغيث الجرذان قد تتطفّل وتنقل أمراضًا مختلفة كالطاعون الذي يصيب الإنسان والتيفوس والورم المخاطي الفيروسي (myxomatosis) الذي يصيب الأرانب.

## دورة حياة البرغوث
تضع أنثى البرغوث بيوضًا بلون أبيض لامع، وتفقس البيضة في بضعة أيّام إلى يرقة دوديّة الشكل بطول 1.5 تقريبًا، تتألّف من 13 قطعة ذات رأس بنيّ اللون وجسم شاحب. واليرقة ليس لها أعيُن ومُجّهزة بشويكات تُمَكِّنها من الزحف والتنقّل. وهي تتجنّب النور، وتتغذّى المواد العضويّة التي تصادفها كبراز المضيف أوحراشفه أو بشرته المقشّرة وسوى ذلك.
وتنسلخ اليرقة ثلاث مرات في تسعة أيّام، لتتحوّل إلى خادرة تنسج حول نفسها شرنقة حريريّة يتمّ في داخلها التحوّل الشكليّ في أسبوع، تتحوّل الخادرة بعده إلى حشرة كاملة تخرج من شرنقتها ساعية إلى رزقها. وهكذا يتمّ البرغوث دورة حياته في ثلاثة أسابيع ضمن شروط بيئيّة مناسبة، علمًا أنّ البرغوث الكامل يعيش مدّة تراوح بين 12- 18 شهرًا، ويتمّ السفاد بين الذكور والإناث بعد مضي بضعة أيّام على خروجها من شرانقها. ولا تضع الأنثى البيض عادة إلّا بعد حصولها على جرعة كافية من دم المضيف.